# Salvador Cañellas i Pujals
Salvador Cañellas i Pujals   (Barcelona, 17 de gener de 1974), més conegut com a Salvador Cañellas júnior, és un pilot català d'automobilisme que disputà el Campionat Mundial de Ral·lis, el Campionat d'Europa de Ral·lis i el Campionat d'Espanya de Ral·lis.
És fill de Salvador Cañellas i Gual, guanyador el Campionat d'Espanya de Ral·lis de l'any 1972.

## Trajectòria
Cañellas s'inicia al món del ral·li als anys 90, tenint la victòria al campionat monomarca Copa SEAT Ibiza de 1997 com a primer èxit destacat. L'any 1995 disputa per primera vegada una prova del Campionat Mundial de Ral·lis al disputar el Ral·li de Catalunya amb un Seat Ibiza GTi 16V.
L'any 1999, amb Carlos del Barrio com a copilot, queda subcampió del Campionat d'Espanya de Ral·lis de Terra amb un SEAT Córdoba WRC aconseguint guanyar dos ral·lis. Aquell mateix any també guanya dos proves del Campionat de França de Ral·lis de Terra: el Rallye Terre des Cardabelles i el Rallye Terre des Drailles.
La temporada 2000, de nou amb un SEAT Córdoba WRC, queda subcampió del Campionat d'Espanya de Ral·lis d'Asfalt, tan sols per darrere del guanyador Jesús Puras. L'any següent tornaria a quedar subcampió, aquest cop superat per Luis Monzón.
L'any 2003 es centra amb la disputa del Campionat Mundial de Ral·lis júnior amb un Suzuki Ignis S1600 i Xavier Amigó de copilot. Finalitza en segona posició final del campionat, tan sols dos punts de darrera del guanyador Brice Tirabassi.